# Schachunja
Schachunja (russisch Шахунья) ist eine Stadt in der Oblast Nischni Nowgorod (Russland) mit 20.921 Einwohnern (Stand 14. Oktober 2010).

## Geografie
Die Stadt liegt etwa 240 km nordöstlich der Oblasthauptstadt Nischni Nowgorod, östlich des Flusses Wetluga.
Schachunja ist Verwaltungszentrum des gleichnamigen Rajons.

## Geschichte
1921 entstand im Zusammenhang mit dem Bau der Eisenbahnstrecke Nischni Nowgorod–Kotelnitsch bei der zukünftigen Bahnstation Schachunja eine Siedlung etwa drei Kilometer vom gleichnamigen alten Dorf entfernt. Der Name wurde vermutlich vom Familiennamen des Erstsiedlers Schachunski abgeleitet.
Die 1927 eröffnete Bahnstation erhielt ein größeres Lokomotivdepot. In den 1930er Jahren wurde ein Elektrizitätswerk erbaut.
1938 erhielt der Ort den Status einer Siedlung städtischen Typs und 1943 das Stadtrecht.

### Bevölkerungsentwicklung
| Jahr | Einwohner |
| ---- | --------- |
| 1939 | 10.226    |
| 1959 | 21.305    |
| 1970 | 20.099    |
| 1979 | 20.954    |
| 1989 | 22.337    |
| 2002 | 21.724    |
| 2010 | 20.921    |

Anmerkung: Volkszählungsdaten

## Wirtschaft und Infrastruktur
In Schachunja gibt es Betriebe der holzverarbeitenden, Lebensmittel- und Textilindustrie.
Die Stadt liegt an der auf diesem Abschnitt 1927 eröffneten Eisenbahnstrecke Moskau–Nischni Nowgorod–Kirow (Streckenkilometer 682), auf der heute ein Großteil der Züge der Transsibirischen Eisenbahn auf ihrem Westteil ab Moskau verkehrt. Durch Schachunja führt auch die Straße R159 Nischni Nowgorod–Jaransk.

## Söhne und Töchter der Stadt
- Pawel Borodin (* 1946), Politiker